# Култура Камбоџе
Кроз дугу историју Камбоџе, религија је била главни извор инспирација за културно стваралаштво. Камбоџанска култура и систем веровања проистичу из синкретизма, аутохтоних анимистичких веровања те индијских религија будизма и хиндуизма. Индијска култура и цивилизација, укључујући њене језике и уметности, досегли су утицај у континенталној југоисточној Азији око 1. века нове ере.
Опште се верује да су трговци поморци донели индијске обичаје и културу у луке дуж Тајландског залива и Пацифика на путу за трговину са Кином. Краљевина Фунан је највероватније била прва камбоџанска држава која је имала користи од овог прилива утицаја из Индије. Постојие и француски колонијални утицаји.

## Историја
Златно доба Камбоџе било је између 9. и 14. века, током периода Ангкора, када је постојала моћна и просперитетна империја која је цветала и доминирала скоро целом унутрашњом југоисточном Азијом. Ангкор је на крају пропао након много сукоба између краљевских породица и сталног ратовања са својим све моћнијим суседима, посебно Сијамом и Даи Вијетом. Многи храмови из овог периода као што су Бајон и Ангкор Ват и даље су остали данас, раштркани широм Тајланда, Камбоџе, Лаоса и Вијетнама као подсетник на величину кмерске уметности и културе.
Достигнућа Камбоџе у уметности, архитектури, музици и плесу током овог периода имала су велики утицај на многа суседна краљевства, наиме Тајланд и Лаос. Ефекат ангкорске културе и данас се може видети у тим земљама, пошто деле многе блиске карактеристике са данашњом Камбоџом.

## Архитектура и становање
Ангкорске архитекте и вајари су створили храмове који су мапирали космички свет у камену. Кмерски украси су црпили инспирацију из религије, а митска бића из хиндуизма и будизма била су уклесана на зидовима. Храмови су изграђени у складу са правилом древне кмерске архитектуре која је налагала да основни распоред храма укључује централно светилиште, двориште, ограђени зид и шанац. Кмерски мотиви користе многа створења из будистичке и хиндуистичке митологије, попут Краљевске палате у Пном Пену, користе мотиве као што је гаруда, митска птица у хиндуизму.
Архитектура Камбоџе се развијала у фазама под Кмерским царством од 9. до 15. века, сачувана у многим зградама храма Ангкор. Остаци световне архитектуре из тог времена су ретки, јер су само верски објекти грађени од камена. Архитектура Ангкор периода користила је специфичне структурне карактеристике и стилове, који су један од главних метода коришћених за датирање храмова, заједно са натписима.
У модерној руралној Камбоџи, нуклеарна породица обично живи у правоугаоној кући која може варирати у величини од четири са шест метара до шест са десет метара. Грађена је од дрвеног оквира са двоводним сламнатим кровом и зидовима од плетеног бамбуса. Кмерске куће се обично подижу чак три метра на стубовима ради заштите од годишњих поплава. Двоје мердевина или дрвене степенице омогућавају приступ кући.
Стрми сламнати кров над зидовима куће штити унутрашњост од кише. Обично кућа садржи три собе одвојене преградама од тканог бамбуса. Предња соба служи као дневна соба за пријем посетилаца, следећа је спаваћа соба родитеља, а трећа је за неудате ћерке. Синови спавају где год могу да нађу простор. Чланови породице и комшије заједно раде на изградњи куће, а по њеном завршетку одржава се церемонија подизања куће.
Куће сиромашнијих могу имати само једну велику собу. Храна се припрема у посебној кухињи која се налази у близини куће, али обично иза ње. Тоалети се састоје од једноставних јама у земљи, које се налазе подаље од куће, које се затрпавају. Сва стока се држи испод куће. Кинеске и вијетнамске куће у камбоџанским градовима и селима обично се граде директно на земљи и имају земљане, цементне или поплочане подове, у зависности од економског статуса власника. Урбане стамбене и пословне зграде могу бити од цигле, зидане или дрвене.

## Религија
Камбоџа је претежно будистичка a 80% становништва су Теравада, 1% хришћани, а већина преостале популације су муслимани, атеисти или анимидти.
Будизам постоји у Камбоџи најмање од 5. века наше ере. Теравада будизам је камбоџанска државна религија од 13. века наше ере (осим периода Црвених Кмера), а тренутно се процењује да је то религија 90% становништва. Мањи број Камбоџанаца, углавном вијетнамског и кинеског порекла, практикује махајана будизам.
Ислам је религија већине Чама (такође зване кмерски ислам) и малајске мањине у Камбоџи. Према По Дарми, у Камбоџи је било 150.000 до 200.000 муслимана тек 1975. године. Међутим, прогон под Црвеним Кмерима смањио је њихов број и до касних 1980-их вероватно нису повратили своју ранију бројност Сви чамски муслимани су сунити шафијске школе.
Хришћанство су у Камбоџу донели римокатолички мисионари 1660. У почетку је мало напредовало, посебно међу будистима. Године 1972. у Камбоџи је вероватно било око 20.000 хришћана, од којих су већина били римокатолици. Према ватиканским статистикама, 1953. године припадници Римокатоличке цркве у Камбоџи бројали су 120.000, што је у то време чинило другом религијом по величини у земљи.
У априлу 1970, непосредно пре репатријације, процене показују да jе било око 50.000 католика Вијетнамаца. Многи католици који су остали у Камбоџи 1972. били су Европљани — углавном Французи. Америчка протестантска мисионарска активност се повећала у Камбоџи, посебно међу неким брдским племенима и међу Чамима, након успостављања Републике Кмер. Попис из 1962. године, који је пријавио 2.000 протестаната у Камбоџи, је последњи статистички податак за ову групу.
Посматрачи су известили да је 1980. године међу избеглицама у камповима на Тајланду било више регистрованих кмерских хришћана него у целој Камбоџи пре 1970. године. Кирнан напомиње да је кмерски пастор до јуна 1980. одржавао пет протестантских служби у Пном Пену, али да су сведене на једну недељну службу након малтретирања полиције. У Камбоџи има око 21.300 католика, што представља само 0,15% укупног становништва. Не постоје епархије, али постоје три територијалне јурисдикције – један апостолски викаријат и две апостолске префектуре.
Племенске групе у брдима, већина са својим локалним верским системима, вероватно броје мање од 100.000 особа. Кмерски Лоеу су слободно описани као анимисти, али већина племенских група има свој локални пантеон. Уопштено говорећи, они виде свој свет испуњен разним невидљивим духовима (често званим јанг), неки доброћудни, други злонамерни. Они повезују духове са пиринчем, земљом, водом, ватром, камењем, стазама и тако даље. Чаробњаци или стручњаци у сваком селу контактирају ове духове и прописују начине да их умире.
У временима кризе или промена, животиње се могу принети да би се умирио гнев духова. Често се верује да болест изазивају зли духови или чаробњаци. Нека племена имају посебне лекаре или шамане који лече болесне. Поред веровања у духове, сељани верују у табуе на многим предметима или праксама. Међу Кмер Лоеу, групе Раде и Јараи имају добро развијену хијерархију духова са врховним владаром на челу.

## Начин живота

### Ритуали везани за рађање и умирање
Рођење детета је срећан догађај за породицу. Међутим, према традиционалним веровањима, порођај и порођај излажу породицу, а посебно мајку и дете, штети из духовног света. Жена која умре на порођају—пређе реку (chhlâng tónlé) на кмерском се верује да постаје зао дух. У традиционалном кмерском друштву, трудница поштује бројне табуе хране и избегава одређене ситуације. Ове традиције остају у пракси у руралној Камбоџи, али су ослабљене у урбаним срединама.
На смрт се не гледа са великим изливом туге који је уобичајен за западно друштво; посматра се као крај једног живота и као почетак другог живота за који се нада да ће бити бољи. Будистички кмери се обично кремирају, а њихов пепео се одлаже у ступу у комплексу храма. Леш се пере, облачи и ставља у ковчег, који може бити украшен цвећем и фотографијом покојника. Беле заставе у облику заставица, које се називају заставе белог крокодила, испред куће указују на то да је неко у том домаћинству умро.
Погребна поворка која се састоји од ачара, будистичких монаха, чланова породице и других ожалошћених прати ковчег до крематоријума. Супружник и деца показују жаљење бријањем главе и ношењем беле одеће. Реликвије као што су зуби или комади костију су цењени од стране породице преминулог, а често се носе на златним ланцима као амајлије.

### Детињство и адолесценција
Камбоџанско дете може бити дојено до две до четири године. До треће или четири године дете добија знатну физичку наклоност и слободу. Од деце око пет година такође се може очекивати да помажу у чувању млађе браће и сестара. Дечје игре више наглашавају социјализацију или вештину него победу и пораз.
Деца обично крећу у школу када напуне 6 година. Када достигну ово доба, упознати су са друштвеним нормама учтивости, послушности и поштовања према старијима и будистичким монасима. Отац у овом тренутку почиње своје трајно повлачење у релативно удаљену, ауторитарну улогу. До десете године од девојчице се очекује да помаже мајци у основним кућним пословима; дечак зна да се брине о породичној стоци и може да ради на фарми под надзором старијих мушкараца. Адолесценти се обично играју са припадницима истог пола. Током тинејџерских година, дечак може постати храмски слуга и наставити да служи као монах почетник, што је велика част за родитеље.
У преткомунистичком периоду, родитељи су имали потпуну власт над својом децом све док се деца нису венчала, а родитељи су наставили да одржавају извесну контролу током брака. Разлика у годинама се стриктно препознаје уљудним речником и посебним генерацијским терминима за „ви“.

### Удварање, брак и развод
У Камбоџи се предбрачни секс осуђује. Избор супружника је сложен за младог мушкарца или жену и може укључивати не само улогу његових родитеља и пријатеља, већ и проводаџију и <i id="mwww">хаору</i>. У теорији, девојка може ставити вето на супружника који су њени родитељи изабрали за њу. Обрасци удварања разликују се између руралних и урбаних Кмера; брак као врхунац романтичне љубави је појам који у много већој мери постоји у већим градовима.
Мушкарац се обично жени између деветнаесте и двадесет пете године, девојка између шеснаесте и двадесет друге године. Након што је супружник изабран, свака породица истражује другу како би се уверила да се њено дете удаје у добру породицу. У сеоским срединама постоји облик невесте; односно младић се може заветовати да ће неко време служити свом будућем тасту. По традицији, од најмлађе ћерке и њеног супружника се очекује да живе и брину о остарелим родитељима и њиховој земљи.
Традиционално венчање је дуг и колоритан догађај. Раније је трајало три дана, али је 1980-их чешће трајао дан и по. Будистички свештеници држе кратку проповед и рецитују молитве благослова. Делови церемоније укључују ритуално шишање косе, везивање памучних нити натопљених светом водом око запешћа младе и младожења и преношење свеће око круга срећно венчаних и поштованих парова како би благословили заједницу. После венчања одржава се банкет. Младенци се традиционално усељавају код жениних родитеља и могу да живе са њима до годину дана, док не саграде нову кућу у близини.
Већина брачних парова из Камбоџе не добијају легалне документе о браку. Брак се више посматра као друштвена институција, регулисана друштвеним притисцима, очекивањима и нормама. Ова пракса се наставља и данас. Све што је потребно да би се пар сматрао венчаним од стране заједнице је да одржи церемонију, након чега се често одржава забава за породицу, пријатеље и добронамерне људе. Овако се венчава огромна већина камбоџанских парова. Нејасно је да ли се ови традиционални бракови сматрају правним уговорима од стране владе и судова. Стога, када се пар раздвоји, они такође не морају да прибављају документе за развод.
Развод је легалан и релативно га је лако реализовати, али није уобичајен. На разведене се гледа са извесним неодобравањем. Сваки супружник задржава сву имовину коју је унео у брак, а заједнички стечена имовина дели се на једнаке делове. Разведене особе могу поново ступити у брак, али жена мора чекати 300 дана према члану 9 Закона о браку и породици. Старатељство над малолетном децом обично се даје мајци, а оба родитеља и даље имају обавезу да финансијски доприносе подизању и образовању детета. Разведени мушкарац нема период чекања пре него што се поново ожени.
Последице друштвеног преокрета изазваног грађанским ратом у Камбоџи још увек се осећају. Тренутно постоје варијације у традицији од провинције до покрајине. У Сием Реапу је широко прихваћено, на пример, да мушкарац узима прворођено дете након раздвајања. Мушкарци који напусте своје породице обично не издржавају своју другу децу, посебно када оставе једну жену због друге жене. Нова жена и њена породица неће прихватити децу из претходне везе. Овај обичан значајно доприноси броју несирочади, често присутних у туристичким центрима.

### Друштвена организација
Кмерска култура је веома хијерархијска. Што је особа старија, то јој се мора одати већи ниво поштовања. Камбоџанци се ословљавају хијерархијским насловом који одговара њиховом стажу испред имена. Када брачни пар постане престар да би се издржавао, може позвати породицу најмлађег детета да се усели и преузме вођење домаћинства. У овој фази свог живота, они уживају положај високог статуса.
Појединачни Кмер је окружен малим унутрашњим кругом породице и пријатеља који чине његове или њене најближе сараднике, оне којима би се први обратио за помоћ. Нуклеарна породица, коју чине муж и жена и њихова невенчана деца, је најважнија родбинска група. У оквиру ове целине су најчвршће емотивне везе, обезбеђење помоћи у случају невоље, економска сарадња у раду, подела производа и прихода и допринос као целина свечаним обавезама. У руралним заједницама, комшије — који су често и сродници — такође могу бити важни.
У руралној Камбоџи, најјаче везе које Кмер може развити – осим оних са нуклеарном породицом и блиским пријатељима – су оне са другим члановима локалне заједнице. Снажан осећај поноса — за село, за округ и провинцију — обично карактерише живот камбоџанске заједнице.
Законски, муж је глава кмерске породице, али жена има значајан ауторитет, посебно у породичној економији. Муж је одговоран за пружање склоништа и хране за своју породицу; жена је генерално задужена за породични буџет, а она служи као главни етички и верски модел за децу, посебно ћерке. И мужеви и жене су одговорни за економске задатке у оквиру домаћинства.

### Обичаји
У кмерској култури верује се да глава особе садржи нечију душу — због чега је табу додиривање или упирање стопала у њу. Такође се сматра да је крајње непоштовање користити стопала за показивање на особу, или седети или спавати са табанима који су усмерени на особу, јер су стопала најнижи део тела и сматрају се нечистима..
Када поздрављају људе или показују поштовање у Камбоџи, људи чине гест <i>сампеа</i> идентичан индијском намасте и тајландском ваију.
Уобичајена камбоџанска учења су изложена у облику стихова у дугим делима од 14. до 18. века под заједничким називом Чбап („правила” или „кодекси”). Они су се традиционално учили напамет.
У Камбоџи није пристојно успоставити контакт очима са неким ко је старији или неким ко се сматра надређеним.

## Одећа
Одећа у Камбоџи је један од најважнијих аспеката културе. Камбоџанска мода се разликује према етничкој групи и друштвеној класи. Кмери традиционално носе карирани шал који се зове Крама. Крама је оно што јасно одваја Кмере (Камбоџанце) од њихових суседа Тајланђана, Вијетнамаца и Лаоса. Шал се користи у многе сврхе: стилски, за заштиту од Сунца, као помоћно средство (за стопала) при пењању на дрвеће, за прављење висећу мрежу за бебе или пешкир. „Крама” се такође лако може обликовати у малу дечију лутку за игру. Под Црвеним Кмерима, крама различитих типоова била је део стандардне одеће.
Дуго популарна традиционална одећа позната као Сампот, је костим под утицајем Индије који су Камбоџанци носили од ере Фунан. Историјски гледано, кмерска одећа се мењала у зависности од временског периода и религије. Од ере Фунан до ере Ангкора, постојао је снажан хиндуистички утицај на камбоџанску моду која је фаворизовала ношење сампота преко доњег дела тела и често ништа од струка навише осим накита укључујући наруквице и крагне као што је Саронг Кор, симбол хиндуизма.
Како је будизам почео да замењује хиндуизам, кмери су почели да носе блузу, кошуљу и панталоне кмерског стила. Кмери, и обични и краљевски, престали су да носе огрлице у хиндуистичком стилу и уместо њих су почели да усвајају прелепе украшене шалове као што је Сбаи. Овај нови стил одевања био је популаран у периоду Удонг.
Неки Камбоџанци и даље носе религиозни тип одеће. Неки кмерски мушкарци и жене носе Будин привезак на огрлици. Постоје различити привесци за различите намене; неки су намењени заштити од злих духова, неки су намењени да донесу срећу.
Иначе, у угледној класи људи у Камбоџи, посебно из краљевске касте, прилагодили су добро познату хаљину као и скуп модни стил. Сампот је и даље на цени међу племством. Од периода Удонг, већина краљевских породица је задржала своје навике облачења. Племкиње су створиле најатрактивнију моду у Камбоџи. Дама увек носи традиционални огртач који се зове sbai или rabai kanorng, који се пребацује преко левог рамена, остављајући десно раме голим. Ретко се  носио преко десног рамена.
Плесачи око врата носе огрлицу познату као Sarong Kor. Важно је да носе јединствену сукњу под називом Sampot sara-bhap (ламе), направљену од свиле испреплетене златним или сребрним нитима, формирајући сложене и замршене дизајне који светлуцају док се плесачи крећу.

## Кухиња
Због трајне историјске интеракције и заједничких утицаја, камбоџанска кухиња има много сличности са суседним кухињама југоисточне Азије Тајланда, Лаоса, Вијетнама и Индонезије. Камбоџанска кухиња такође користи рибљи сос у супама, прженој кухињи. Кинески утицај се може приметити у обичном chha (кмер. ឆារ, пржење уз мешање) и у употреби многих варијација пиринчаних резанаца. У кинеско-камбоџанској кухињи, популарно јело је "супа са пиринчаним резанцима од свињског бујона", названа куи тиеу (кмер. គុយទាវ). Слично је тајландским куаитиао руеа и куаитиао сукхотхаи. Јела под утицајем Индије укључују многе врсте карија познате (кмер. ការី) који захтевају сушене зачине попут звездастог аниса, кардамона, цимета, мушкатног орашчића и коморача, као и локалне састојке попут лимунске траве, белог лука, листова кафир лимете, љутике и галангала који јелима дају препознатљив камбоџански укус. Banh chaew (кмер. នំបាញ់ឆែវ), кмерска верзија вијетнамско јела Banh xeo, такође је популарно јело у Камбоџи.
Кмерска кухиња је позната по употреби прахока (បរហក), врсте ферментисане рибље пасте, у многим јелима као карактеристичне ароме. Када се прахок не користи, вероватно ће то бити капи (កាព), нека врста ферментисане пасте од шкампа. Кокосово млеко је главни састојак многих кмерских карија и десерта. Камбоџанци више воле или јасмин пиринач или лепљиви (лепљиви) пиринач. Овај други се више користи у десертним јелима са воћем као што је дуријан, док се пиринач од јасмина једе уз оброке. Скоро сваки оброк се једе уз чинију пиринча. Камбоџанци обично једу своје оброке са најмање три или четири одвојена јела.
Регионална камбоџанска кухиња нуди нека јединствена јела под утицајем традиције локалних етничких група. У Кампоту и Кепу, познатом по прженом раку са кампотским бибером (кмер. ក្តាមឆាម្រេចខ្ជី). Ово јело се припрема од локалног ракова прженог са црним бибером. Народ Кула, етничка група провинције Паилин, прави популарне резанаце Кола (кмер. មីកុឡា), вегетаријанско јело са резанцима од пиринчаног штапића. У југоисточној Камбоџи, утицај вијетнамске кухиње је снажан, о чему сведочи Bánh tráng који је нашироко присутан у југоисточној Камбоџи, али практично непознат другде. У регион између Сијем Реапа и Кампонг Тхома, области где живи много кинеских Камбоџанаца, праве се бројне кмерске верзије многих кинеских јела.

## Уметност и књижевност

### Визуелне уметности
Историја визуелне уметности у Камбоџи сеже вековима уназад до древних заната; Кмерска уметност достигла је врхунац током периода Ангкора. Традиционална камбоџанска уметност и занати укључују текстил, нетекстилно ткање као што су камбоџанске простирке, сребрни рад, резбарење камена, лакирање, керамика, мурали и прављење змајева. Почевши од средине 20. века, традиција модерне уметности је започела у Камбоџи, иако су у каснијем 20. веку и традиционална и модерна уметност опала из неколико разлога, укључујући убијање остварених уметника од стране Црвених Кмера. Земља је недавно доживела уметнички препород због повећане подршке влада, невладиних организација и страних туриста.

### Музика
Нарочито 60-их и 70-их, дует 'велике двојице' Син Сисамоут и Рос Сереи Сотеа био је велики хит у земљи. По њиховој смрти, камбоџанска музика је претрпела тешку вестернизацију.
Камбоџански пинпеат ансамбл се традиционално чује на празнике у пагодама. То је такође дворски ансамбл који се користи за пратњу класичног плеса за ритуалне прилике или позоришне догађаје.

### Плес
Камбоџански плес се може поделити у три главне категорије: класични плес, сеоски плесови и народни плесови.
Кмерски класични плес је облик камбоџанског плеса који се првобитно изводио само за краљевске породице. Плесови имају много заједничких елемената са тајландским класичним плесом. Средином 20. века представљен је јавности, где сада остаје прослављена икона кмерске културе, често се изводи током јавних догађаја, празника и за туристе који посећују Камбоџу. Кмерски класични плес је познат по употреби руку и стопала за изражавање емоција; постоји 4.000 различитих гестова у овој врсти плеса. Класични кмерски плес, познат и као краљевски балет Камбоџе, заштићен је од стране УНЕСКО као нематеријално наслеђе човечанства.
Кмерски народни плесови, који се изводе за публику, су брзи. Покрети и гестови нису толико стилизовани као кмерски класични плес. Народни играчи носе одећу људи које приказују као што су Чами, брдска племена, пољопривредници и сељаци. Народну музику свира махори оркестар. Популарни народни плес је камбоџански плес кокоса који је плесна представа која укључује кокосове орахе са мушким и женским плесачицама. Плес је настао око 1960. године из округа Ромеас Хаек у провинцији Свај Риенг.
Други друштвени плесови из целог света утицали су на камбоџанску друштвену културу укључујући ча-ча-ча, болеро и Мадисон.

### Књижевност
Сведочанство о древности кмерског језика је мноштво епиграфских натписа на камену. Први писани доказ који је омогућио да се историја Кмерског краљевства реконструише јесу ти натписи. Ови записи на стубовима, стелама и зидовима бацају светло на историјат кмерских династија, верске уредбе, територијална освајања и унутрашњу организацију краљевства.
Након камених натписа, неки од најстаријих кмерских докумената су преводи и коментари пали будистичких текстова Трипитака . Написали су их монаси на палминим листовима и чували у разним манастирима широм земље.
Реамкер  (кмер. រាមកេរ្តិ៍, „Рамина слава“) је камбоџанска верзија Рамајане, чувеног индијског епа. Реамкер је састављен у римованим стиховима и постављен је у деловима који су прилагођени плесним покретима које тумаче кмерски уметници. Реамкер је основа традиционалног камбоџанског позоришта.
Камбоџа је имала богату и разноврсну традиционалну усмену књижевност. Постоје многе легенде, приче и песме древног порекла које нису записане све до доласка Европљана. Једна од најрепрезентативнијих ових прича била је прича о Ворвонгу и Сорвонгу, дуга прича о два кмерска принца коју је први написао Огист Павије. Овај француски државни службеник је тврдио да је причу добио од старог стрица Нипа у округу Сомронтонг. Ова прича је написана у Баттамбангу. Краљевски балет Камбоџе је 2006. године одиграо причу о Ворвонгу и Сорвонгу у плесној форми.
Тум Теав, који је поређен са Шекспировим делом Ромео и Јулије, вероватно је најпознатија аутохтона прича, заснована на песми коју је први написао кмерски монах по имену Сем. Трагична љубавна прича смештена у доба Ловека, прича се широм Камбоџе најмање од средине 19. века. Прича је приказана у многим облицима, укључујући усмене, историјске, књижевне, позоришне и филмске адаптације. Дело је популаризовано у иностранству када је писац Џорџ Чигас превео књижевну верзију из 1915. од поштованог будистичког монаха Преа Ботумтера Сом или Падуматера Сом, познат и као Сом, један од најбољих писци на кмерском језику.
Неки талентовани чланови кмерске краљевске породице као што су краљ Анг Дуонг (1841–1860) и краљ Томарача II (1629–1634) такође су објавили вредна књижевна дела.

### Позориште сенки
Нанг Сбек (позориште сенки) је уско повезан са Нанг Јаијем на Тајланду, Вајангу и Индонезији као што су острва Јава и Бали, што имплицира да је Нанг Сбек можда индонежанског порекла пре много векова. Нанг Сбек је такође умирућа уметничка форма и може нестати због пада популарности услед увођења модерне забаве. Пре ширења модерне забаве као што су филмов и телевизија, Кмери су уживали и гледали позориште сенки. У Камбоџи постоје три врсте позоришта сенки:
- Нанг Сбек Тхом је уметност која укључује мимику, песму, музику, као и плес и нарацију уз пратњу Пинпеат оркестра. Најчешће садржи Реамкер.
- Нанг Сбек Точ се назива и Нанг Калун, а понекад и Аианг (мало позориште сенки) користи мање лутке и широк спектар прича.
- Сбек Паор (позориште лутака у боји) користи лутке од коже у боји.

### Филм
Кинематографија у Камбоџи је отпочела 1950-их; Сам краљ Нородом Сиханук био је страствени филмофил. Многи филмови су се приказивали у биоскопима широм земље до 1960-их, који се сматрају златним добом. Након пада филмске производње током режима Црвених Кмера, конкуренција видеа и телевизије довела је до тога да је камбоџанска филмска индустрија данас релативно слаба.

## Спорт и игре
Камбоџа се све више бави спортом у последњих 30 година. Фудбал је популаран као и борилачке вештине, прадал сереј (кмерски бокс), одбојка, трке змајевих чамаца и кмерско традиционално рвање. Многи спортови се славе током празника.
Трке змајевих чамаца су популаран спорт у Камбоџи. Највећи спортски догађај у земљи су трке чамаца на фестивалу Бон Ом Тоук.
Прадал сереј, или традиционални кмерски кик бокс, је популаран спорт у Камбоџи.
Кмерско традиционално рвање је још један популаран камбоџански спорт. Рвачки меч се састоји од три рунде, које се могу добити приморавањем противника на леђа. Традиционални мечеви се одржавају током кмерске Нове године и других камбоџанских празника.
Трке воловских запрега су спорт у Камбоџи који се одржава током кмерске Нове године. То се ради да би се очувала камбоџанска култура.
Фудбал су у Камбоџу донели Французи. Фудбалски савез Камбоџе је управно тело за фудбал у Камбоџи, које контролише фудбалску репрезентацију Камбоџе. Основана је 1933. године, а од 1953. је чланица ФИФА, а од 1957. године и Азијске фудбалске конфедерације (АФЦ). Камбоџанска лига је највиши ниво професионалног фудбала у земљи.
Камбоџанци играју локалну верзију шаха под називом Оук Чатранг.